# Senad Ok
Senad Ok est un joueur turc de volley-ball né le 14 mai 1989. Il mesure 1,98 m et joue central.

## Clubs
| Club           | Pays    | De        | À         |
| -------------- | ------- | --------- | --------- |
| Galatasaray SK | Turquie | 2008-2009 | 2008-2009 |